# Thoracochromis demeusii
 Thoracochromis demeusii  ist eine Buntbarschart, die im Unterlauf des Kongo zwischen Luozi und Matadi vorkommt.

## Merkmale
Die Fischart kann eine Gesamtlänge von 15 cm erreichen, diese Länge erreichen aber nur ausgewachsene Männchen, Weibchen bleiben deutlich kleiner. Die Grundfarbe von Thoracochromis demeusii ist ein unscheinbares mittelbraun. Einzelne Schuppen können in ihrem Zentrum silbrig glänzen. Rücken- und Schwanzflosse können mit einigen roten oder blauen Punkten gemustert sein. Die Punkte sind bei männlichen Fischen in der Regel zahlreicher und deutlicher ausgeprägt. Der Oberrand der Schwanzflosse ist bei einigen Männchen durch einen schwarz-roten Saum markiert. Ihre Afterflosse zeigt einige kleine, helle Eiflecke. Die Fische haben eine spitze Schnauze und ein leicht konkaves Stirnprofil. Bei dominanten Männchen zeigt sich die Biegung des Stirnprofil immer deutlicher bis zur Ausbildung eines leichten Stirnbuckels. Die Schwanzflosse der Fische ist abgerundet.
Lebensweise, Ernährung und Fortpflanzungsbiologie der Fische sind bisher nicht erforscht worden. Wie alle Haplochromini-Arten wird Thoracochromis demeusii ein ovophiler Maulbrüter sein, bei dem das Weibchen die Brutpflege übernimmt.

## Systematik
Die Art wurde im Jahr 1899 durch den belgisch-britischen Zoologen George Albert Boulenger unter der wissenschaftlichen Bezeichnung Paratilapia demeusii erstbeschrieben. Fishbase führt die Art heute unter der Bezeichnung Thoracochromis demeusii, im Catalog of Fishes wird sie unter dem Hamen Haplochromis demeusii gelistet. Die verwandtschaftlichen Beziehungen zwischen den rheophilen (strömungsliebenden) Gattungen Thoracochromis, Oreochromis und Schwetzochromis und den rheophilen Arten aus der Gattung Haplochromis sind bisher nur ungenügend bekannt und ihre Systematik bedarf weiterer Forschungen.